# إدغار فالنسيا
إدغار فالنسيا (بالإسبانية: Edgar Valencia)‏ هو لاعب كرة قدم غواتيمالي في مركز الوسط، ولد في 31 مارس 1971 في غواتيمالا. شارك مع منتخب غواتيمالا لكرة القدم. أما مع النوادي، فقد لعب مع ميونيسيبال ونادي كوميونيكيشنس.

## وصلات خارجية
- إدغار فالنسيا على موقع الاتحاد الدولي (مؤرشف)  (الإنجليزية)
- إدغار فالنسيا على موقع قاعدة بيانات كرة القدم.إي يو (الإنجليزية)
- إدغار فالنسيا على موقع ناشيونال فوتبول تيمز (الإنجليزية)